# Johannes Gasser

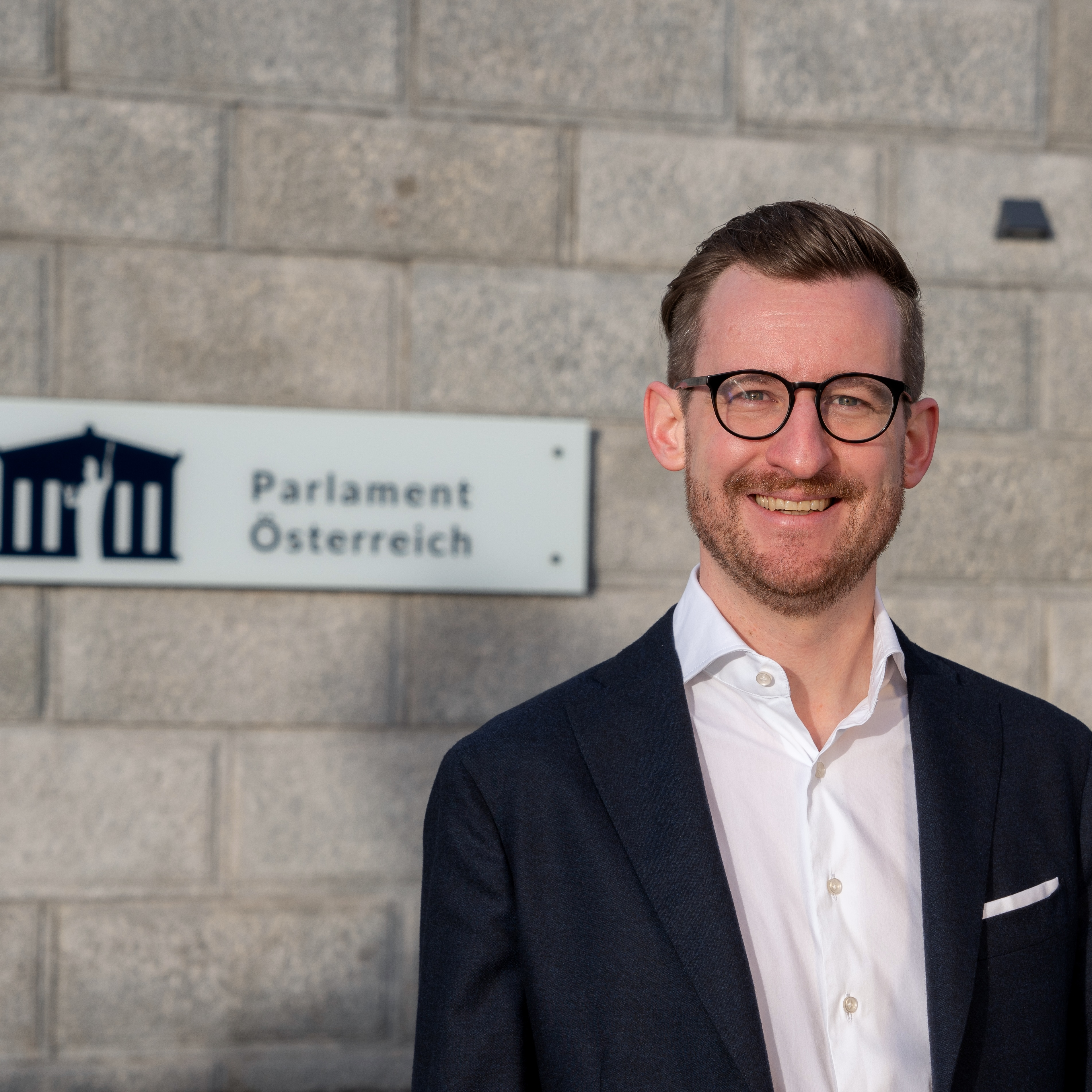
Johannes Gasser (2024)

Johannes Gerhard Gasser (* 5. April 1991 in Bregenz) ist ein österreichischer Politiker (NEOS). Gasser kandidierte bei der Landtagswahl in Vorarlberg 2019 für seine Partei auf dem zweiten Listenplatz der Landesliste und wurde in der Folge in den Vorarlberger Landtag gewählt. Er wurde in der konstituierenden Sitzung des Landtags der 31. Legislaturperiode am 6. November 2019 als Abgeordneter angelobt. Bei der Nationalratswahl in Österreich am 29. September 2024 wurde Gasser in den österreichischen Nationalrat gewählt. Er war bei den zuerst gescheiterten und dann erfolgreich beendeten Koalitionsverhandlungen von ÖVP, SPÖ und NEOS im Jahr 2025 Verhandlungsführer ("Hauptverhandler") der NEOS zu den Themen Gesundheit, Pflege, Soziales und Arbeit.  

## Werdegang
Johannes Gasser wurde am 5. April 1991 in der Vorarlberger Landeshauptstadt Bregenz geboren und wuchs in Mellau im Bregenzerwald auf. Von 2005 bis 2009 besuchte er das Bundesoberstufenrealgymnasium in Egg, wo er mit Auszeichnung maturierte. Anschließend leistete er Zivildienst in einem Flüchtlingsheim in Bezau und nahm 2010 die beiden Bachelorstudien Volkswirtschaftslehre und Politikwissenschaft an der Universität Wien auf. Zur gleichen Zeit, in Verbindung mit dem Umzug nach Wien, gab Gasser mit dem Coming-out seiner Familie seine Homosexualität bekannt.
Nach der Nationalratswahl in Österreich 2013, bei der NEOS beim erstmaligen Antreten der Einzug in den Nationalrat gelang, wurde Johannes Gasser 2013 parlamentarischer Mitarbeiter des Vorarlberger NEOS-Nationalratsabgeordneten Gerald Loacker. Im Jahr 2014 schloss er die beiden Bachelorstudien an der Universität Wien ab, 2015 wurde er sozialpolitischer Referent mit Fokus auf Sozial-, Familien- und Gleichstellungspolitik im Parlamentsklub von NEOS. Von 2017 bis 2018 absolvierte Johannes Gasser ein Masterstudium in „Economic policy“ (Wirtschaftspolitik) an der niederländischen Universität Utrecht. Im Oktober 2021 begann er das Doktoratsstudium der Volkswirtschaftslehre an der Johannes Kepler Universität Linz.
Im Jahr 2018 bewarb sich Johannes Gasser in der parteiinternen Vorwahl von NEOS Vorarlberg um einen Listenplatz für die Landtagswahl 2019 und wurde schließlich auf den zweiten Platz der Landesliste gewählt. Über diese gelang ihm bei der Wahl am 13. Oktober schließlich auch der Einzug, nachdem NEOS mit leichten Zugewinnen ein Mandat mehr als 2014 erreichen konnte. Johannes Gasser war somit einer von drei Abgeordneten, die den NEOS-Landtagsklub im Landtag der 31. Legislaturperiode bildeten.
Im Jahr 2023 folgte er Sabine Scheffknecht nach deren Ausscheiden aus dem Vorarlberger Landtag als Klubobmann des NEOS-Landtagsklubs nach. Schließlich gab Gasser Anfang 2024 bekannt, dass er sich für die Nationalratswahl 2024 um den ersten Listenplatz der Vorarlberger Landesliste von NEOS bewerben werde. Er wurde im April 2024 mit dem Abschluss des mehrstufigen parteiinternen Listenerstellungsprozesses auf Platz neun der Bundesliste sowie am ersten Platz der Landesliste von NEOS für die Nationalratswahl platziert. Nach seiner Angelobung als Abgeordneter zum Nationalrat am 24. Oktober 2024 legte er sein Landtagsmandat mit 31. Oktober 2024 nieder. Im Nationalrat gehört er dem Ausschuss für Arbeit und Soziales, dem Gesundheitsausschuss, dem Gleichbehandlungsausschuss und dem Ausschuss für Jugend und Familie an.
Gasser spielt Klarinette und ist Mitglied des Musikvereins Mellau.